# ويليام ويلارد
ويليام ويلارد (بالإنجليزية: William Willard)‏ هو مربي أمريكي، ولد في 1 نوفمبر 1809 في براتلبورو في الولايات المتحدة، وتوفي في 15 فبراير 1881 في إنديانابوليس في الولايات المتحدة.